# Psielec
Psielec (ros. Пселец) – wieś (sieło) w Rosji, w obwodzie kurskim, w rejonie pristieńskim. W 2010 liczyła 492 mieszkańców.